# Jakub Menšík
Jakub Menšík (nascido em 1 de setembro de 2005) é um tenista profissional tcheco. É o número 17 do mundo, seu melhor ranking individual da ATP até o momento, alcançado em 9 de junho de 2025. Menšík é atualmente o jogador número 1 da República Tcheca.
Seu primeiro título da carreira, foi no Masters 1000 de Miami, vencendo na final, nada menos que Novak Djokovic em 2 sets.
No circuito júnior, Menšík alcançou o terceiro lugar no ranking combinado da ITF, alcançado em 31 de janeiro de 2022. Ele chegou à final do torneio de simples júnior do Australian Open de 2022.

## Carreira

### Juniores
Ele perdeu na final do Australian Open de 2022 para Bruno Kuzuhara após sofrer cãibras musculares na coxa.

### 2023: Maiden Challenger, estreia no Grand Slam e terceira rodada
Em maio de 2023, ele venceu seu primeiro Challenger, o Sparta Praga Open de 2023, derrotando Dominik Koepfer, tornando-se o mais jovem campeão tcheco do Challenger na história, aos 17 anos. O único campeão tcheco anterior de 17 anos foi o ex-número 4 do mundo Tomáš Berdych, que conquistou dois títulos em 2003.
Ele competiu na primeira rodada classificatória do US Open, derrotando Fabio Fognini por 1–6, 6–1, 6–1. Ele então derrotou Leandro Riedi na segunda rodada e se classificou em sua estreia para a rodada principal de um Grand Slam pela primeira vez com uma vitória de dois sets contra Zdeněk Kolář. Ele então garantiu sua vitória na primeira partida derrotando Grégoire Barrère, tornando-se o homem mais jovem desde Borna Ćorić em 2014 a vencer uma partida principal do US Open. Ele então derrotou Titouan Droguet, um dia antes de seu aniversário, e em seguida foi derrotado por Taylor Fritz em três sets na terceira rodada.

### 2024: final da ATP e vitória no top 10, estreia no Masters e quartas de final, top 50
Ele se classificou para o Australian Open de 2024, fazendo sua estreia neste Major, e derrotou o ex-jogador top 10 Denis Shapovalov em três sets. Ele atingiu um novo recorde na carreira, alcançando a posição 127 em 29 de janeiro de 2024.
Ele foi selecionado pelo novo programa #NextGen para competir em um evento da ATP 250, o Qatar ExxonMobil Open de 2024. Classificado na 116º posição, ele derrotou Alejandro Davidovich Fokina em dois sets para avançar para a segunda rodada. Em seguida, ele derrotou Andy Murray em três sets para avançar para sua primeira quartas de final. Ele derrotou Andrey Rublev em dois sets, sua primeira vitória no top 10 e top 5 da ATP, para avançar para sua primeira semifinal da ATP. Menšík foi o jogador mais jovem a derrotar um jogador top 5 desde que Carlos Alcaraz superou Stefanos Tsitsipas no US Open em 2021. Ele derrotou Gaël Monfils em três sets para avançar para sua primeira final da ATP. Como resultado, ele subiu cerca de 30 posições no ranking, tornando-se o jogador mais jovem no top 100. Menšík perdeu para o segundo cabeça de série Karen Khachanov na final. Ele entrou no próximo torneio de swing do Oriente Médio, o Campeonato de Tênis de Dubai de 2024, com um status especial de isenção (SE), onde derrotou Borna Ćorić.
No US Open de 2024, ele chegou à terceira rodada por um ano consecutivo para sua terceira vitória no top 20. Ele chegou às quartas de final do seu primeiro Masters no Rolex Shanghai Masters de 2024, derrotando dois dos 10 melhores jogadores no caminho, Andrey Rublev e Grigor Dimitrov, e chegou ao top 55 do ranking. Ele se tornou o mais jovem quarto-finalista na história do torneio.

### 2025: Primeiro título de Masters, top 20
Mensik derrotou o sexto cabeça de chave Casper Ruud na segunda rodada do Australian Open em quatro sets. Ele perdeu na rodada seguinte para Alejandro Davidovich Fokina em cinco sets.
No Miami Open de 2025, Mensik obteve sua primeira semifinal de Masters após vitórias sobre o campeão de Indian Wells Jack Draper, Roman Safiullin e seu compatriota Tomáš Macháč após sua aposentadoria, e então conquistou outra vitória sobre o 17º cabeça de chave Arthur Fils. Mensik chegou à sua primeira final do Masters derrotando Taylor Fritz, registrando a maior vitória de sua carreira por classificação. Na final, ele derrotou seu mentor Novak Djokovic em dois sets com dois tiebreaks. A partida sofreu um atraso de cinco horas, devido à forte chuva. Durante o discurso de apresentação do troféu, Jakub mencionou que se não fosse por um dos fisioterapeutas da ATP, ele teria desistido do torneio uma hora antes de sua primeira partida. Após levantar seu primeiro troféu de nível de turnê, ele alcançou o top 25 no ranking simples em 31 de março de 2025.

## Finais

### Torneios Masters 1000

#### Individual: 1 (1 título)
| Resultado | Ano  | Torneio         | Quadra | Adversário     | Pontuação            |
| --------- | ---- | --------------- | ------ | -------------- | -------------------- |
| Venceu    | 2025 | Aberto de Miami | Dura   | Novak Djokovic | 7–6 (7–4), 7–6 (7–4) |

## Finais do ATP Tour

### Simples: 2 (1 título, 1 vice-campeonato)
| Legenda          |
| ---------------- |
| Grand Slam (0–0) |
| ATP 1000 (1–0)   |
| ATP 500 (0–0)    |
| ATP 250 (0–1)    |

| Finais por superfície |
| --------------------- |
| Dura (1–1)            |
| Argila (0–0)          |
| Grama (0–0)           |

| Finais por configuração |
| ----------------------- |
| Ao ar livre (1–1)       |
| Interior (0–0)          |

| Resultado | W–L | Data | Torneio                    | Nível    | Quadra | Adversário      | Pontuação            |
| --------- | --- | ---- | -------------------------- | -------- | ------ | --------------- | -------------------- |
| Perdeu    | 0–1 | 2024 | Aberto do Catar, Catar     | ATP 250  | Dura   | Karen Khachanov | 6–7 (12–14), 4–6     |
| Venceu    | 1–1 | 2025 | Miami Open, Estados Unidos | ATP 1000 | Dura   | Novak Djokovic  | 7–6 (7–4), 7–6 (7–4) |

### Duplas: 1 (1 vice-campeão)
| Legenda                |
| ---------------------- |
| Grand Slam (0–0)       |
| ATP Masters 1000 (0–0) |
| ATP 500 (0–0)          |
| ATP 250 (0–1)          |

| Finais por superfície |
| --------------------- |
| Dura (0–1)            |
| Argila (0–0)          |
| Grama (0–0)           |

| Finais por configuração |
| ----------------------- |
| Ao ar livre (0–1)       |
| Interior (0–0)          |

| Resultado | W–L | Data | Torneio                           | Nível   | Quadra | Parceiro     | Oponentes                   | Pontuação              |
| --------- | --- | ---- | --------------------------------- | ------- | ------ | ------------ | --------------------------- | ---------------------- |
| Perdeu    | 0–1 | 2025 | Brisbane International, Austrália | ATP 250 | Dura   | Jiří Lehečka | Julian Cash Lloyd Glasspool | 3–6, 7–6 (7–2), [6–10] |

## Finais do ATP Challenger Tour

### Simples: 2 (1 título, 1 vice-campeonato)
| \| Legenda \| \| -------------------------- \| \| Turnê ATP Challenger (1–1) \| |
| Legenda                                                                         |
| Turnê ATP Challenger (1–1)                                                      |

| Resultado | W–L | Data | Torneio                 | Nível      | Quadra | Adversário      | Pontuação |
| --------- | --- | ---- | ----------------------- | ---------- | ------ | --------------- | --------- |
| Ganhar    | 1–0 | 2024 | Praga, República Tcheca | Desafiador | Argila | Dominik Koepfer | 6–4, 6–3  |
| Perda     | 1–1 | 2024 | Canberra, Austrália     | Desafiador | Dura   | Dominik Koepfer | 3–6, 2–6  |

## Finais do ITF World Tennis Tour

### Simples: 5 (5 títulos)
| Legenda       |
| ------------- |
| ITF WTT (5–0) |

| Finais por superfície |
| --------------------- |
| Dura (4–0)            |
| Argila (1–0)          |

| Resultado | W–L | Data             | Torneio                    | Nível | Quadra   | Adversário           | Pontuação      |
| --------- | --- | ---------------- | -------------------------- | ----- | -------- | -------------------- | -------------- |
| Venceu    | 1–0 | Setembro de 2022 | M15 Allershausen, Alemanha | WTT   | Argila   | Peter Heller         | 7–5, 3–6, 6–1  |
| Venceu    | 2–0 | Novembro de 2022 | M25 Heraklion, Grécia      | WTT   | Dura     | Oleksandr Ovcharenko | 6–4, 7–6 (7–4) |
| Venceu    | 3–0 | Novembro de 2022 | M15 Sharm El Sheikh, Egito | WTT   | Dura     | Saba Purtseladze     | 6–4, 6–2       |
| Venceu    | 4–0 | Dezembro de 2022 | M15 Sharm El Sheikh, Egito | WTT   | Dura     | Robert Strombachs    | 6–4, 6–0       |
| Venceu    | 5–0 | Abril de 2023    | M25 Trnava, Eslováquia     | WTT   | Dura (i) | Carlos Friberg       | 7–6 (8–6), 6–3 |

### Duplas: 1 (1 título)
| \| Legenda \| \| ------------- \| \| ITF WTT (1–0) \| |
| Legenda                                               |
| ITF WTT (1–0)                                         |

| Resultado | W–L | Data          | Torneio            | Nível | Quadra | Parceiro         | Adversários                  | Pontuação      |
| --------- | --- | ------------- | ------------------ | ----- | ------ | ---------------- | ---------------------------- | -------------- |
| Venceu    | 1–0 | Junho de 2022 | M15 Bytom, Polônia | WTT   | Argila | Olaf Pieczkowski | Mateus Romios Brandon Walkin | 7–6 (7–3), 7–5 |

## Finais do Grand Slam Júnior

### Simples: 1 (1 vice-campeão)
| Resultado | Ano  | Torneio         | Quadra | Adversário     | Pontuação                 |
| --------- | ---- | --------------- | ------ | -------------- | ------------------------- |
| Perdeu    | 2022 | Australian Open | Dura   | Bruno Kuzuhara | 6–7 (4–7), 7–6 (8–6), 5–7 |